# Região Uppsala
A Região Uppsala (em sueco: Region Uppsala;  PRONÚNCIA) é uma autarquia regional - responsável pela saúde, transportes públicos e desenvolvimento regional – na área geográfica do condado da Uppsala.

É constituída por 8 comunas, tem uma área de 8 189,28 km² e uma população de 404 766 habitantes (2024)

## Áreas de responsabilidade
Tem como função principal a definição de políticas e a gestão da saúde pública, dos serviços de saúde e dos cuidados dentários, assim como de coordenar as medidas de desenvolvimento regional e apoiar instituições culturais do condado.

### Assistência médica
A assistência médica provida pela Região Uppsala é feita através de hospitais, centros de saúde públicos, clínicas públicas de cuidados dentários, e outras instituições. 

#### Hospitais
Entre os hospitais tutelados ou geridos pela Região Uppsala estão:
- Hospital Universitário de Uppsala
- Hospital de Enköping

#### Centros de saúde públicos
A região gere os centros de saúde públicos (vårdcentral) existentes em toda a região.

### Transportes públicos
A Região Uppsala é proprietária da empresa de transportes públicos: 
- Upplands Lokaltrafik (UL)

### Instituições de ensino e cultura
A região gere ou subsidia várias instituições do condado de Uppsala.

- Escola Superior Popular da Região Uppsala (Region Uppsala folkhögskola)
- Escola Superior Popular de Uppsala (Uppsala folkhögskola)
- Museu da Uppland (Upplandsmuseet)
- Música da Uppland (Musik i Uppland)
- Teatro Municipal de Uppsala (Uppsala stadsteater)

## Organização política da região

As "Regiões político-administrativas" da Suécia
C – Região Uppsala

As região constitui um nível intermédio entre o estado (staten) e os municípios (kommunerna) do condado.

### Órgão político e administrativo regional
A Região é dirigida por uma assembleia regional (regionfullmäktige), composta por 71 deputados regionais eleitos por 4 anos.

Esta assembleia elege por sua vez um governo regional executivo (regionstyrelse), constituído por 19 desses deputados, tanto da maioria política como da oposição.

Tem 14 conselheiros regionais (regionråd), eleitos pela Assembleia Regional (regionfullmäktige), que trabalham a tempo inteiro e são responsáveis pela preparação e implementação das decisões políticas.

### A região e o condado
A Região Uppsala (Region Uppsala) coexiste dentro do Condado de Uppsala (Uppsala län) com o Conselho Administrativo do Condado de Uppsala (Länsstyrelsen i Uppsala län).

Enquanto que a região (region) é um órgão político, eleito pelos cidadãos e responsável pela saúde, transportes públicos e desenvolvimento regional, o conselho administrativo do condado (länsstyrelsen) é um órgão local do estado, com a missão de executar nesse mesmo condado as tarefas administrativas do estado - defesa civil, assistência social, proteção do ambiente e realização de eleições gerais, etc... 

### A região na União Europeia
No âmbito da União Europeia, a Região Uppsala exerce as suas funções no território consignado ao Condado de Uppsala, o qual é uma unidade estatística do tipo (Nuts 3).

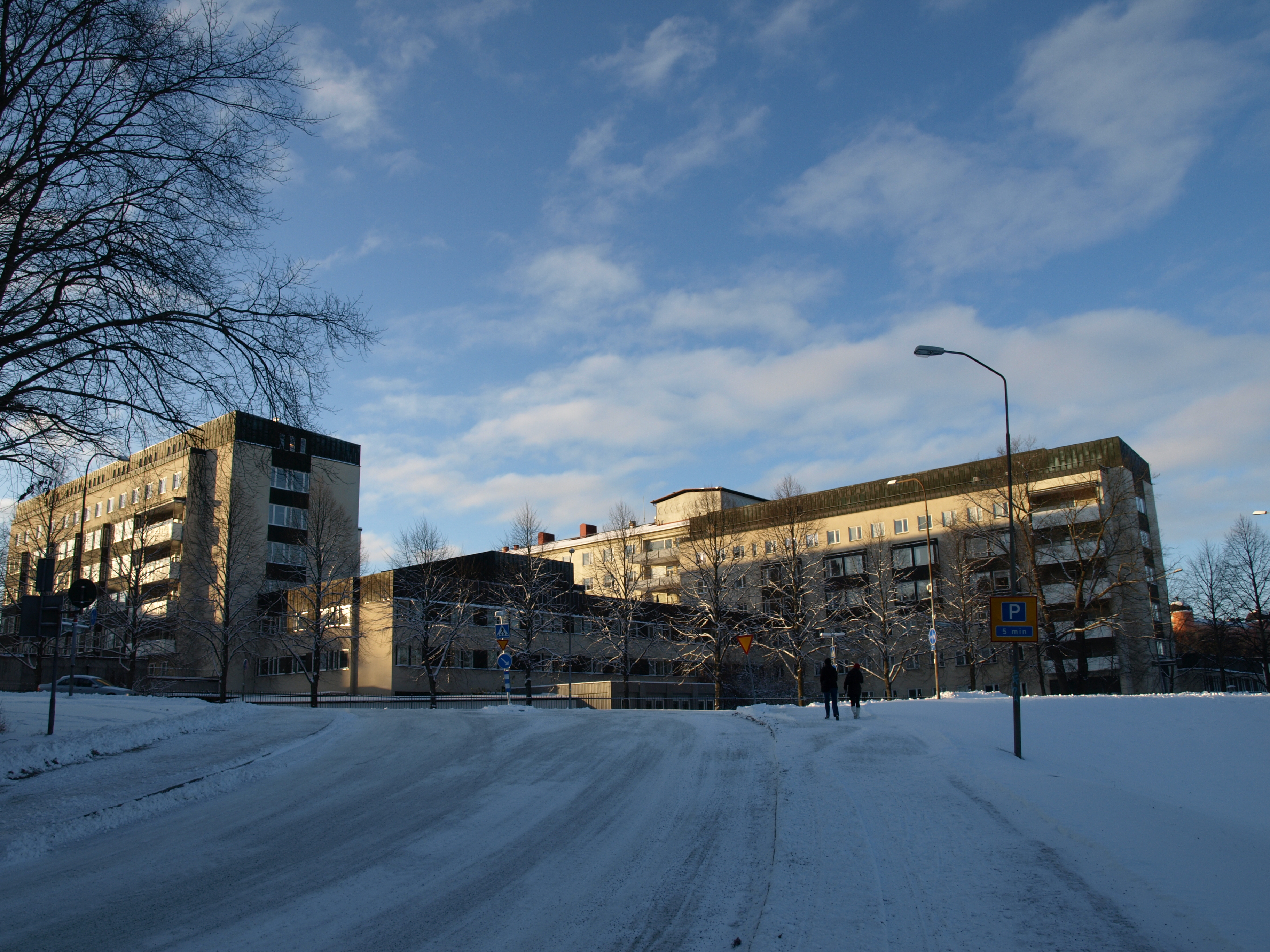
Hospital Universitário de Uppsala
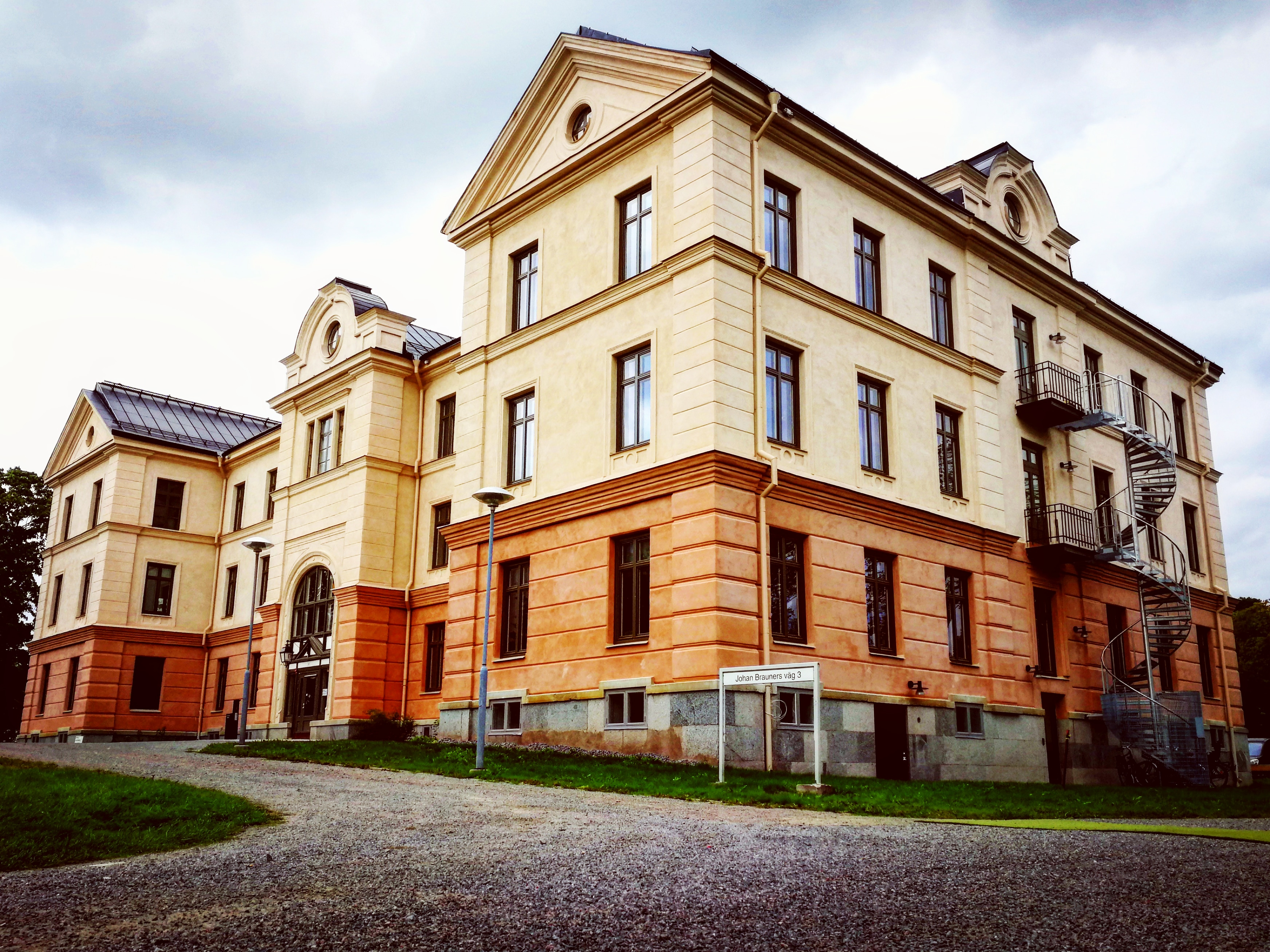
Escola Superior Popular da Região Uppsala
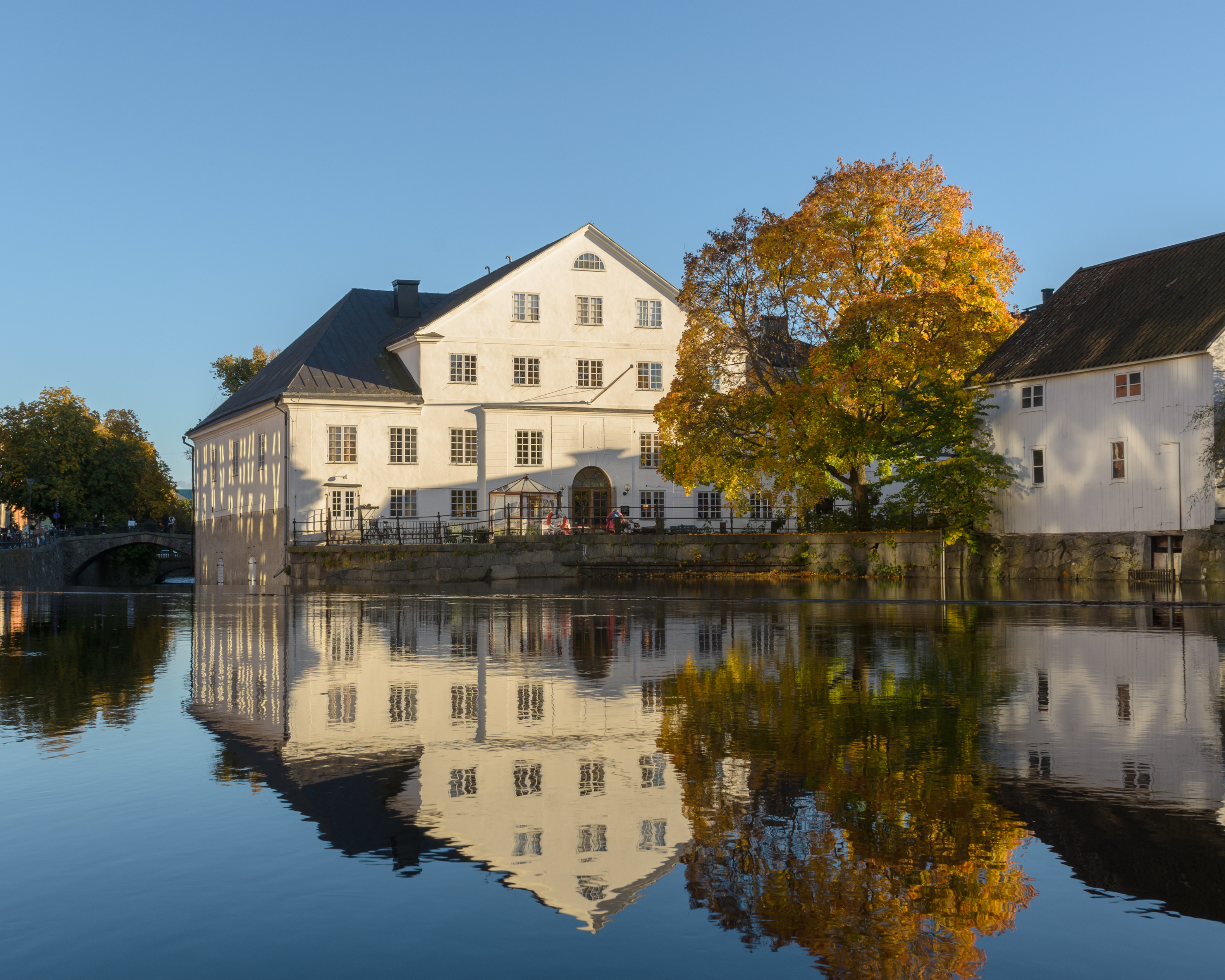
Museu da Uppland
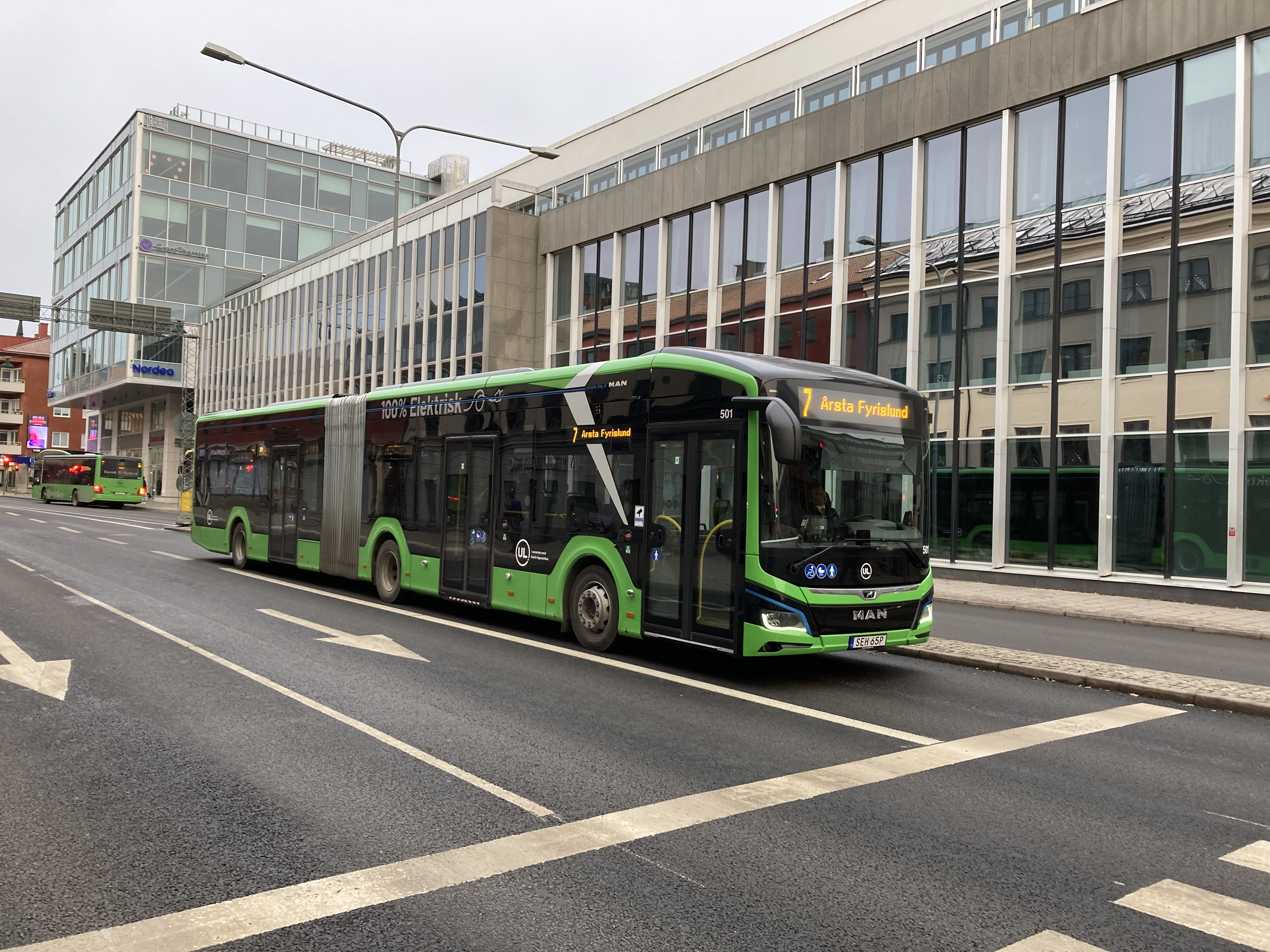
Autocarro (br: ônibus) urbano em Uppsala